# Opportune Aymadji
Opportune Aymadji é uma cineasta e política chadiana. Ela é membro do Movimento de Salvação Patriótica (MPS) da Assembleia Nacional.
Em julho de 2015, ela tentou, sem sucesso, tornar-se Secretária Geral Regional do MPS para a região de Logone Oriental.

## Filmes
- Tatie Pouvait Vivre, 1995.[2]